# Osson
Der Osson (auch Ruisseau des Ossons genannt) ist ein kleiner Fluss in Frankreich, der im Département Moselle der Region Grand Est nordöstlich der Stadt Nancy verläuft.

## Geographie

### Verlauf
Der Osson entspringt an der Gemeindegrenze von Fresnes-en-Saulnois und Amelécourt, entwässert in einer S-Kurve generell Richtung Westen durch die Landschaft Saulnois (deutsch: Salzgau), in der bereits in merowingischer Zeit Salz in Salinen abgebaut wurde und mündet nach 15,9 Kilometern an der Gemeindegrenze von Ajoncourt und Aulnois-sur-Seille als rechter Nebenfluss in die Seille. Bei seiner Mündung stößt der Fluss auf das benachbarte Département Meurthe-et-Moselle.

### Zuflüsse
(Reihenfolge in Fließrichtung)
- Ruisseau de la Goulotte (rechts)
- Rau de devant Doncourt (rechts)

### Orte am Fluss
(Reihenfolge in Fließrichtung)
- Fresnes-en-Saulnois
- Jallaucourt
- Malaucourt-sur-Seille
- Fossieux
- Aulnois-sur-Seille
- Ajoncourt